# Ледјард (Ајова)
Ледјард (енгл. Ledyard) град је у америчкој савезној држави Ајова. По попису становништва из 2010. у њему је живело 130 становника.

## Демографија
Према попису становништва из 2010. у граду је живело 130 становника, што је -17 (-11.6%) становника више него 2000. године.
| Група             | 2000.       | 2010.       |
| Белци             | 145 (98,6%) | 128 (98,5%) |
| Афроамериканци    | 0 (0,0%)    | 0 (0,0%)    |
| Азијати           | 0 (0,0%)    | 0 (0,0%)    |
| Хиспаноамериканци | 1 (0,7%)    | 1 (0,8%)    |
| Укупно            | 147         | 130         |